# Bo Engwall
Bo Arne Viktor Engwall, född 11 maj 1955, är en svensk maratonlöpare och fristående börskommentator under signaturen Löparn med mindre och medelstora aktier som specialitet.
Hans profil är tillväxtföretag och han har gjort många på internet publicerade aktieanalyser av till exempel  IT-bolag, råvarubolag och lifesciencebolag. Engwall deltog i TV4:s tävlingsprogram Börsmatchen hösten 2000. Smeknamnet "Löparn" är inte obefogat; han vann Svenskt Mästerskap i maraton 1980 i Kristianopel och har ett personbästa på 2.18.09 från Nordiska Mästerskapen 1979 i Östhammar. I Stockholm Marathons fyra första lopp 1979–1982 placerade han sig på plats 6, 6, 10 och 7. 
Engwall är numera aktiv på till exempel aktieforumen Placera.nu och Aktieexperterna.se. Bo ”Löparn” Engwall dömdes den 8 november 2012 av Svea Hovrätt för otillbörlig marknadspåverkan. Han dömdes till villkorlig dom med dagsböter samt en avgift till brottsofferfonden. Han blev även ersättningsskyldig för statens försvarskostnader.
Bo Engwall är även en känd Kalle Anka-samlare med ett specialintresse för serier tecknade av Carl Barks. Hans farfars farfar var grosshandlaren Victor Theodor Engwall som grundade det familjeföretaget Vict. Th. Engwall & Co som sedermera bytte namn till Gevalia.

### Bokkällor
- Friidrottens först och störst. Helsingborg: Stig Gustafson/Forum. 1975
- Svenska Mästerskapen i friidrott 1896-2005. Trångsund: Erik Wiger/TextoGraf Förlag. 2006